# Juan Ramorino
Juan Ramorino (n. Giovanni Ramorino en Génova, 1840 - 1876, ibíd) fue un naturalista, paleontólogo, y docente italiano. Se graduó de doctor en ciencias naturales en la Universidad de Turín. Contratado por Pablo Mantegazza a fines de 1866, se trasladó a Buenos Aires donde reemplazó al Dr. Peregrino Ströbel en la cátedra de Ciencias naturales y Mineralogía (1867), en la Facultad de Ciencias Físicas y Naturales de la Universidad de Buenos Aires.
En 1871, durante la epidemia de fiebre amarilla, se dedicó a estudios de higiene.
Autor de obras didácticas, entre las cuales se cuentan sus Apuntes de Mineralogía. Florentino Ameghino tuvo en él a un consejero y maestro, estimulándolo y encaminándolo en sus investigaciones científicas.
En 1872, fue miembro fundador del Instituto Bonaerense de Numismática y Antigüedades. Intervino asimismo en la organización del Hospital Italiano de Buenos Aires, del que fue activo colaborador. Cabe recordar también que en 1868, había sido uno de los fundadores del periódico La Nazione Italiana. Quebrantada su salud, solicitó licencia para trasladarse a Génova, donde a poco de su llegada falleció, en 1876.

## Otras publicaciones
- 1876. "Rudimentos de Mineralogía"

## Honores
- Académico correspondiente en	Ciencias naturales y mineralogía de la Academia Nacional de Ciencias Exactas, Físicas y Naturales, nombrado el 31 de marzo de 1874